# Perus administrative inddelinger
Peru deles administrativt i 25 regioner og provinsen Lima. Provinsen Lima har en særstilling, så den er sæde for landets hovedstad Lima. Den udgør i sig selv ingen region, men har i øvrigt samme rettigheder som de andre. Inddelingen ifølge Regionalisationsloven 18. november 2002 indebærer øget selvstyre med regionale regeringer.
1. Amazonas
2. Ancash
3. Apurímac
4. Arequipa
5. Ayacucho
6. Cajamarca
7. Callao
8. Cusco
9. Huancavelica
10. Huánuco
11. Ica
12. Junín
13. La Libertad
14. Lambayeque
15. Lima-provinsen
16. Lima
17. Loreto
18. Madre de Dios
19. Moquegua
20. Pasco
21. Piura
22. Puno
23. San Martín
24. Tacna
25. Tumbes
26. Ucayali